# استودان‌های خلف طاهونه
استودانهای خلف طاهونه مربوط به دوره ساسانیان است و در شهرستان مرودشت، بخش مرکزی، دهستان نقش رستم، دامنه غربی کوه واقع شده و این اثر در تاریخ ۳۰ بهمن ۱۳۸۶ با شمارهٔ ثبت ۲۰۹۵۰ به‌عنوان یکی از آثار ملی ایران به ثبت رسیده است.